# Ornithomimosauria

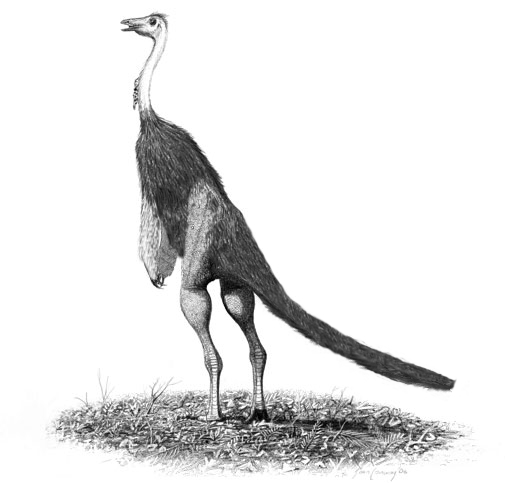
"Struthiomimus" door John Conway, deze soort is een typische ornithomimosauriër

De Ornithomimosauria zijn een groep theropode dinosauriërs.
De naam werd in 1974 bedacht door Barsbold, die hem in 1976 in een publicatie gebruikte, zonder een definitie te geven, als een informeel alternatief voor de Ornithomimidae.
De eerste definitie als klade was in 1997 van Osmólska: alle Bullatosauria die dichter bij Ornithomimus staan dan bij Troodon. Haar definitie ging uit van Holtz' hypothese dat de Ornithomimidae en de Troodontidae zustergroepen waren binnen de Bullatosauria. Al in 1999 werd deze hypothese verlaten.
Paul Sereno gaf in 1998 een andere definitie: alle Maniraptoriformes die dichter bij Ornithomimus staan dan bij Neornithes (de vogels). Hiertegen werd bezwaar gemaakt omdat het begrip Ornithomimosauria steeds meer was gaan functioneren als een synoniem voor wat in de jaren tachtig nog de Ornithomimidae heette, terwijl die laatste naam steeds vaker alleen voor meer afgeleide vormen gebruikt werd. Sereno's definitie echter droeg het gevaar in zich een veel ruimer aantal groepen in te sluiten; in de late jaren negentig werd het niet onmogelijk geacht dat de Oviraptorosauria nauw verwant waren aan de Ornithomimidae. Padian gaf daarom in 1999 een geheel andere definitie als nodusklade: de groep bestaande uit de laatste gemeenschappelijke voorouder van Pelecanimimus en Ornithomimus en al zijn afstammelingen. Peter Makovicky maakte deze definitie in 2004 wat exacter door ook de soortnamen op te nemen: Pelecanimimus polyodon en Ornithomimus edmontonicus.
Sereno was echter niet tevreden over deze opzet: hierdoor liep men immers het gevaar het begrip weer te nauw te maken; als een soort ontdekt zou worden die de zusterklade vormt van de laatste gemeenschappelijke voorouder van de Ornithomimosauria, zou men daar weer een andere naam moeten verzinnen terwijl het concept zoals het in feite gebruikt wordt juist bedoeld is om dergelijke soorten in te sluiten. In 2005 gaf hij daarom een nieuwe definitie al stamklade: de groep bestande uit Ornithomimus edmontonicus Sternberg 1933 en alle soorten nauwer verwant aan Ornithomimus dan aan Tyrannosaurus rex Osborn 1905, Shuvuuia deserti Chiappe et al. 1998 of Therizinosaurus cheloniformis. Sereno ondervangt zo het bezwaar tegen zijn eerdere definitie door nu allerlei mogelijk verwante groepen uit te sluiten. Mochten deze zusterklades zijn van Ornithomimosauria dan geeft hij ze een plaats binnen Ornithomimiformes.
De oudste bekende en meteen meest basale Ornithomimosauria stammen uit het Barremien van Spanje (Pelicanimimus) en China (Shenzousaurus); de groep stierf uit aan het eind van het Maastrichtien samen met alle andere dinosauriërs die geen vogels waren. De Ornithomimosauria waren relatief kleine en snelle warmbloedige planteneters — met mogelijk uitzondering van de reusachtige vorm Deinocheirus, waarvan de verwantschap echter niet heel duidelijk is — met een korte staart en lange armen en poten. Ze hadden een kleed van "dinodons". De meest omvattende diepere onderverdeling vormen de Ornithomimoidea, indien die informeel wordt opgevat: er bestaat geen kladedefinitie voor zo'n positie.
Een mogelijke indeling is de volgende:
- Ornithomimosauria
  - Pelecanimimus (Midden-Spanje)
  - Shenzhousaurus (Noordoost-China)
  - Deinocheiridae
    - Deinocheirus (Mongolië)

  - Garudimimidae
    - Garudimimus  (Mongolië)

  - Harpymimidae
    - Harpymimus (Mongolië)

  - Ornithomimidae
    - Anserimimus (Mongolië)
    - Archaeornithomimus (China)
    - Dromiceiomimus (Alberta)
    - Gallimimus (Mongolië)
    - Ornithomimus (Colorado en Alberta)
    - Sinornithomimus (Binnen-Mongolië)
    - Struthiomimus  (Montana en Alberta)